# مقاطعة بينتون (مينيسوتا)
مقاطعة بينتون (بالإنجليزية: Benton County)‏ هي إحدى مقاطعات ولاية مينيسوتا في الولايات المتحدة الأمريكية.